# Henry, duca di Sussex
Henry, duca di Sussex, meglio noto come Harry (Henry Charles Albert David; Londra, 15 settembre 1984), è un nobile e militare britannico, principe e membro della famiglia reale britannica, quinto in linea di successione al trono del Regno Unito e dei reami del Commonwealth, dopo il fratello e i nipoti. Ha ricoperto il grado di maggiore nel reggimento dell'Household Cavalry (Blues and Royals) dell'esercito britannico.
È il figlio secondogenito del re Carlo III del Regno Unito e di Diana Spencer (1961-1997), nonché il quarto nipote della regina Elisabetta II del Regno Unito e del principe Filippo, duca di Edimburgo.
Harry è diventato noto come il membro "ribelle" della famiglia reale britannica, a causa degli atteggiamenti poco ortodossi e scandalosi e dei numerosi flirt amorosi di cui si è reso protagonista in gioventù, anche se questa immagine è stata ampiamente controbilanciata dalla sua tenace volontà di servire in armi il proprio Paese, opportunità concessagli in Afghanistan fra il 2007 e il 2008, fino a quando la fuga della notizia della sua presenza in teatro di guerra ha imposto il suo rientro in patria per ragioni di sicurezza sua e dei suoi commilitoni.
È sposato dal 19 maggio 2018 con l'ex attrice Meghan Markle; nel gennaio 2020 Harry e la moglie hanno annunciato di volersi ritirare dagli incarichi pubblici della famiglia reale (e quindi di rinunciare al sovereign grant, una sorta di stipendio reale) e di voler diventare finanziariamente indipendenti.

## Biografia

### Infanzia
Il principe Henry è nato il 15 settembre 1984 al St. Mary's Hospital, Paddington, nel centro di Londra, Inghilterra. Suo padre, Carlo III del Regno Unito, è il figlio maggiore della regina Elisabetta II e del principe Filippo, duca di Edimburgo. Sua madre era Diana Spencer, principessa del Galles, deceduta a Parigi il 31 agosto 1997. Ha un fratello, il principe William, di due anni maggiore.
Harry è stato battezzato il 21 dicembre 1984 nella Cappella di San Giorgio, situata nel Castello di Windsor, dall'arcivescovo di Canterbury, Robert Alexander Kennedy Runcie. I suoi padrini e le sue madrine furono suo zio il duca di York, Lady Sarah Chatto, Lady Vestey, Mrs. William Bartholomew, Bryan Organ e Gerald Ward.
La giovinezza di Harry venne segnata da due eventi negativi: il divorzio dei genitori, avvenuto il 28 agosto 1996, e la morte della madre, rimasta uccisa in un incidente d'auto a Parigi il 31 agosto 1997, poche settimane dopo una vacanza trascorsa con William e Harry nel Sud della Francia. I principi quella notte si trovavano al castello di Balmoral e furono svegliati dal padre Carlo, che diede loro la notizia della morte della madre. Ai funerali entrambi i ragazzi, il padre, il nonno Filippo e lo zio Charles Spencer seguirono la bara durante il corteo funebre da Kensington Palace all'abbazia di Westminster. Sulla bara di Diana vi era una lettera indirizzata a Mummy ("Mammina") da parte di Harry. Alle telecamere fu vietato diffondere immagini dei principi durante quei momenti.

### Istruzione
Harry ha frequentato la scuola materna di Mrs. Jane Mynors nella parte ovest di Londra, proprio come fece William. In seguito seguì il fratello alla Wetherby School e alla Ludgrove School a Berkshire. Nel 1998 cominciò poi a frequentare l'Eton College situato anch'esso nel Berkshire. Nel giugno 2003 completò gli studi all'Eton. A scuola, Harry riuscì a sviluppare il suo interesse per lo sport, in particolare per il polo e per il rugby. Il principe dimostrò anche un certo interesse per la discesa in corda doppia.
Dopo aver finito l'Eton College, Harry si prese un anno sabbatico durante il quale visitò Australia e Africa. In Australia, lavorò a una stazione e seguì la Coppa del Mondo di rugby 2003. In Africa lavorò in un orfanotrofio nel Lesotho. L'anno successivo si recò in Argentina in vacanza.

### Carriera militare
L'8 maggio 2005, Harry entrò come cadetto nella Reale accademia militare di Sandhurst. Lì, invece di usare il suo titolo reale, venne semplicemente chiamato Ufficiale Cadetto Wales e fece parte della compagnia dell'Alamein. Appartiene al casato Windsor, ma non ha cognome, in quanto Altezza reale ed erede in linea diretta; quando gli è stato necessario usarne uno, come durante il servizio militare, ha usato Wales.
Ha completato l'addestramento da cadetto nell'aprile 2006. È entrato con il grado di sottotenente nel reggimento dei dragoni a cavallo Blues and Royals. Nel 2006, il principe fu inoltre nominato come uno dei nove commodori in capo della Royal Navy, al fianco di altri membri della sua famiglia. Harry fu nominato comandante in capo, piccole imbarcazioni e immersioni.
Nel 2006, è stato annunciato che l'unità di Harry sarebbe stata schierata in Iraq l'anno successivo. Ne seguì un dibattito pubblico. Nell'aprile 2006, il Ministero della Difesa ha annunciato che Harry sarebbe stato protetto dalla linea del fronte, se la sua unità fosse stata inviata in guerra, e che il suo ruolo doveva essere monitorato poiché "la sua presenza potrebbe attirare ulteriore attenzione". Il 22 febbraio 2007 il Ministero della Difesa e Clarence House hanno annunciato congiuntamente che Harry sarebbe stato schierato con il suo reggimento in Iraq, come parte della 1ª brigata meccanizzata della 3ª divisione meccanizzata; decisione sostenuta da Harry, che aveva dichiarato che avrebbe lasciato l'esercito, se gli fosse stato detto di rimanere al sicuro mentre il suo reggimento andava in guerra. Il 30 aprile 2007 il generale Richard Dannatt annuncia la decisione di far partire Harry con il suo reggimento, Blues and Royals, per sei mesi in Iraq in una zona attiva nei combattimenti, il Governatorato di Maysan. Il 16 maggio 2007, tuttavia, fu annunciato che il principe Harry non avrebbe prestato servizio in Iraq per salvaguardare la sua sicurezza per minacce alla sua vita. Attraverso Clarence House Harry espresse il disappunto per la decisione, ma anche la sua volontà di rispettarla.
Promosso tenente, il 28 febbraio 2008 venne pubblicata la notizia che il principe stava partecipando attivamente alla campagna militare in Afghanistan da dieci settimane, e il giorno successivo fu richiamato a casa per motivi di sicurezza a causa della diffusione della notizia. Successivamente, fu riferito che Harry ha aiutato la Brigata Gurkha a respingere un attacco dei ribelli talebani e ha svolto compiti di pattuglia in aree ostili. Il tour ha reso Harry il primo membro della famiglia reale britannica a prestare servizio in una zona di guerra dai tempi di suo zio, il principe Andrea, che ha partecipato alla guerra delle Falkland. Per il suo servizio, sua zia, la principessa Anna, ha consegnato a Harry l'Operational Service Medal for Afghanistan nel maggio 2008.
Nell'ottobre 2008, è stato annunciato che Harry avrebbe seguito suo fratello, suo padre e suo zio nell'imparare a pilotare elicotteri militari. Harry ha frequentato la Defense Helicopter Flying School, dove si è unito a suo fratello. Il 7 maggio 2010 il principe Carlo gli ha consegnato il suo brevetto di volo durante una cerimonia presso l'Army Air Corps Base. Harry ha ricevuto l'Apache Flying Badge il 14 aprile 2011. Il 16 aprile 2011 è stato annunciato che Harry era stato promosso capitano. Nel giugno 2011, Clarence House ha annunciato che Harry sarebbe stato disponibile per il dispiegamento nelle attuali operazioni in Afghanistan come pilota di elicotteri Apache. A ottobre, è stato trasferito in una base militare statunitense in California per completare il suo addestramento sugli elicotteri da combattimento.
Il 7 settembre 2012, Harry è arrivato a Camp Bastion nel Sud dell'Afghanistan parte del 662º Squadron, Army Air Corps, composto da 100 persone. Il 10 settembre, a pochi giorni dall'arrivo in Afghanistan, è stato riferito che i talebani avevano minacciato la sua vita. Il 18 settembre 2012, è stato riferito che Harry era stato trasferito in un luogo sicuro dopo un attacco dei talebani a Camp Bastion. Il Segretario di Stato per la difesa Philip Hammond ha dichiarato che erano state messe in atto "disposizioni di sicurezza aggiuntive", poiché Harry avrebbe potuto essere un potenziale bersaglio, ma ha aggiunto che avrebbe affrontato "lo stesso rischio di qualsiasi altro pilota Apache" durante i combattimenti. Il 21 gennaio 2013, è stato annunciato che Harry è tornato in Inghilterra.
Il 17 gennaio 2014 ha assunto il ruolo di ufficiale di stato maggiore nel quartier generale di Londra, Horse Guards. Le sue responsabilità includono l'aiuto al coordinamento di progetti significativi ed eventi commemorativi che coinvolgono l'esercito a Londra.
Tra aprile e maggio 2015 ha trascorso un periodo di quattro settimane nelle caserme dell'esercito a Darwin, Perth e Sydney mentre era distaccato presso l'Australian Defence Force. Mentre era a Perth si è allenato con lo Special Air Service Regiment, partecipando al corso di selezione, che includeva un test di idoneità e una sessione di allenamento fisico. Si è anche unito alle esercitazioni di tiro a fuoco vivo con armi delle forze speciali. A Sydney, ha intrapreso l'addestramento alle operazioni urbane con il 2º reggimento di commando, con attività che includevano la detonazione a distanza di un ordigno esplosivo improvvisato (IED) e la discesa in corda doppia da un edificio. Ha anche trascorso del tempo sorvolando Sydney come copilota di un elicottero Black Hawk e ha partecipato all'addestramento antiterrorismo nel porto di Sydney con sommozzatori della Royal Australian Navy.
Ha lasciato il servizio attivo nel giugno 2015, con il grado di maggiore e Comandante di squadriglia della Royal Air Force.

Il 19 dicembre 2017 è succeduto a suo nonno, il principe Filippo, come capitano generale dei Royal Marines. Nel maggio 2018, è stato promosso a tenente comandante della Royal Navy, maggiore dell'esercito britannico e capo squadrone della Royal Air Force. Nel 2021, Harry ha descritto i suoi dieci anni (2005-2015) nell'esercito come "i momenti più felici della mia vita". Da quando ha lasciato l'esercito, è stato strettamente coinvolto con le forze armate attraverso gli Invictus Games, nomine militari onorarie e altri impegni ufficiali. 

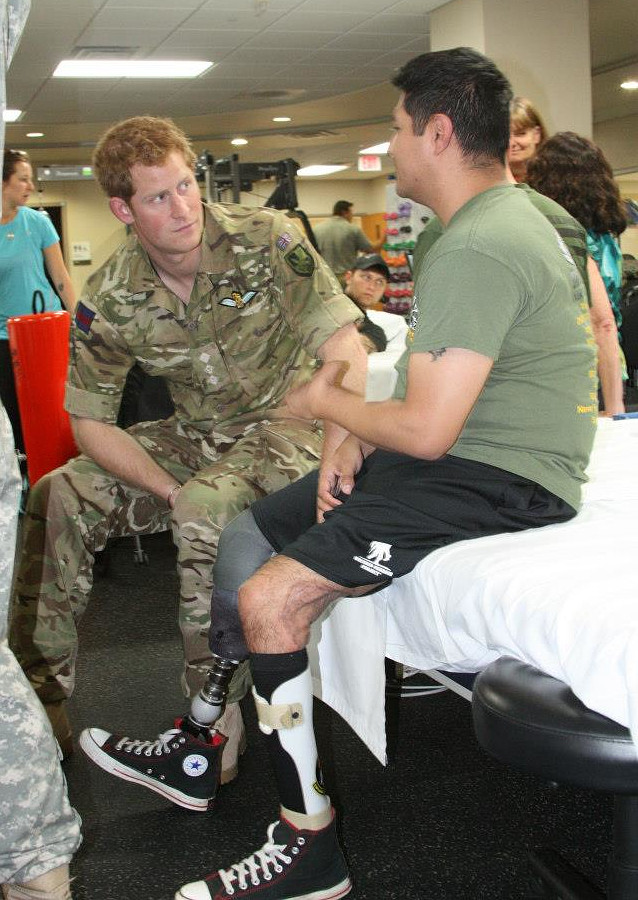
Harry parla con un soldato ferito al Walter Reed National Military Medical Center, Maryland, Stati Uniti d'America (15 maggio 2013)

#### Nomine militari
- maggio 2005 - 13 aprile 2006: allievo ufficiale
- 13 aprile 2006 - 13 aprile 2008: cornetta, The Blues and Royals
- 8 agosto 2006- 31 marzo 2020: comandante ("Commodore Chief"), di Piccole Imbarcazioni e Servizio Immersioni
- 13 aprile 2008 - 16 aprile 2011: tenente, The Blues and Royals
- 3 ottobre 2008 - 31 marzo 2020: comandante aereo onorario ("Honorary Air Commandant"), RAF Honington
- 16 aprile 2011 - 2018: capitano, The Blues and Royals
- 19 dicembre 2017 - 31 marzo 2020: capitano generale ("Captain General"), Royal Marines[35]
- 2018 - oggi: maggiore, The Blues and Royals

### Incarichi reali
Nel marzo 2012, Harry è andato in visita ufficiale in Belize come parte delle celebrazioni del giubileo di diamante della regina. Proseguì per le Bahamas e la Giamaica, dove il Primo ministro, Portia Simpson-Miller, stava considerando di avviare il processo per trasformare la Giamaica in una repubblica. Ha poi visitato il Brasile per lanciare la Great initiative, una campagna da 25 milioni di sterline per incoraggiare i brasiliani a visitare il Regno Unito.

Il 12 agosto 2012 ha presenziato ufficialmente alla cerimonia di chiusura dei Giochi della XXX Olimpiade, facendo le veci di sua nonna la regina Elisabetta II. 

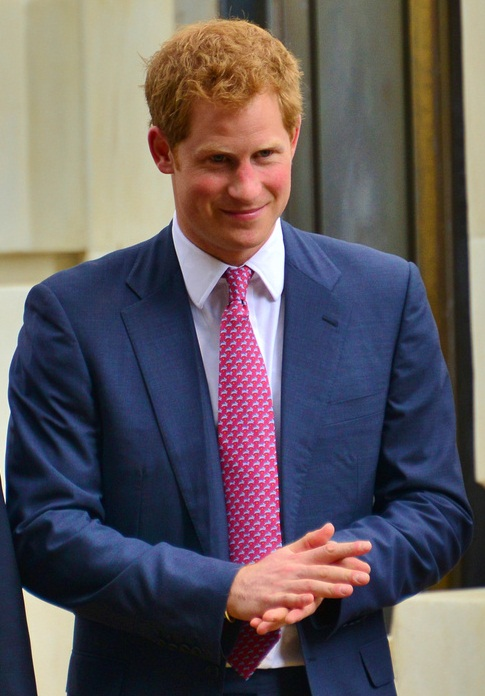
Il principe Harry nel 2013

Tra il 9 e il 15 maggio 2013 ha effettuato una visita ufficiale negli Stati Uniti. Il tour ha promosso la riabilitazione delle truppe americane e britanniche ferite, ha pubblicizzato i propri enti di beneficenza e ha sostenuto gli interessi britannici. Ha visitato Washington D.C., Colorado, New York, Connecticut e New Jersey, dove ha incontrato i sopravvissuti dell'uragano Sandy. Nell'ottobre 2013 ha intrapreso il suo primo tour ufficiale in Australia, partecipando all'International Fleet Review al porto di Sydney.
Nel maggio 2014 ha visitato l'Estonia e l'Italia. In Estonia, ha visitato Freedom Square nella capitale Tallinn per onorare i soldati estoni caduti. Ha anche partecipato a un ricevimento presso il parlamento estone e a un'esercitazione militare della NATO. In Italia, Harry ha partecipato alle commemorazioni del 70º anniversario della battaglia di Cassino.
Dal 24 al 25 aprile 2015 si è unito al padre in Turchia per partecipare alle commemorazioni del centenario della campagna di Gallipoli. Dal 30 novembre al 3 dicembre 2015 ha effettuato una visita ufficiale in Sudafrica. Ha visitato Città del Capo, dove ha consegnato all'Arcivescovo, a nome della Regina, le insegne dell'Ordine dei Compagni d'Onore.
Ha visitato il Nepal dal 19 al 23 marzo 2016 e vi è rimasto fino alla fine di marzo 2016, per aiutare a ricostruire una scuola secondaria con il Team Rubicon UK e per visitare un progetto idroelettrico nel Nepal centrale.
Nel luglio 2018, Harry si è recato a Dublino, in Irlanda, insieme a sua moglie Meghan, che ha segnato la loro prima visita all'estero come coppia. Nell'ottobre 2018, il duca e la duchessa del Sussex si sono recati a Sydney, in Australia, per gli Invictus Games 2018. La visita faceva parte di un tour del Pacifico che includeva Australia, Fiji, Tonga e Nuova Zelanda. Durante la loro visita in Marocco nel febbraio 2019, il Duca e la Duchessa si sono concentrati su progetti incentrati su "l'emancipazione delle donne, l'istruzione delle ragazze, l'inclusività e l'incoraggiamento dell'imprenditoria sociale". Ha anche incontrato giovani e adolescenti sieropositivi. A settembre e ottobre 2019, un tour dell'Africa meridionale ha incluso Malawi, Angola, Sudafrica e Botswana. Durante il suo viaggio in Angola, il Duca ha visitato il progetto Born Free to Shine a Luanda, un'iniziativa della First Lady Ana Dias Lourenço che mira a "prevenire la trasmissione dell'HIV dalle madri ai bambini" attraverso l'educazione, i test medici e le cure.

### Vita da civile
Nel gennaio 2020 il duca e la duchessa annunciarono che si sarebbero ritirati dal loro ruolo di membri anziani della famiglia reale e avrebbero bilanciato il loro tempo tra il Regno Unito e il Nord America. Una dichiarazione rilasciata dal Palazzo confermò che la coppia sarebbe diventata finanziariamente indipendente e avrebbe cessato di rappresentare la monarchia. Il 9 marzo 2020, Harry e Meghan hanno partecipato alla messa del Commonwealth Day all'Abbazia di Westminster; si è trattato del loro ultimo impegno ufficiale come membri della famiglia reale britannica.

## Impegno umanitario
Nell'aprile 2006, il principe Harry lanciò un'organizzazione benefica con il principe Seeiso del Lesotho per aiutare bambini orfani a difendersi dall'HIV/AIDS. L'associazione si chiama Sentebale: The Princes' Fund for Lesotho ("Sentebale: Fondo dei principi per il Lesotho"). Sentebale in sesotho significa non dimenticarmi. Il nome è destinato a onorare entrambe le madri dei principi: la principessa del Galles, morta nel 1997, e la regina 'MaMohato del Lesotho, morta nel 2003. Il 26 novembre 2015, come patrono di Sentebale: The Princes' Fund for Lesotho, si è recato in Lesotho per partecipare all'inaugurazione del Mamohato Children's Centre. Annualmente partecipa al Sentebale Royal Salute Polo Cup per raccogliere fondi per l'ente.

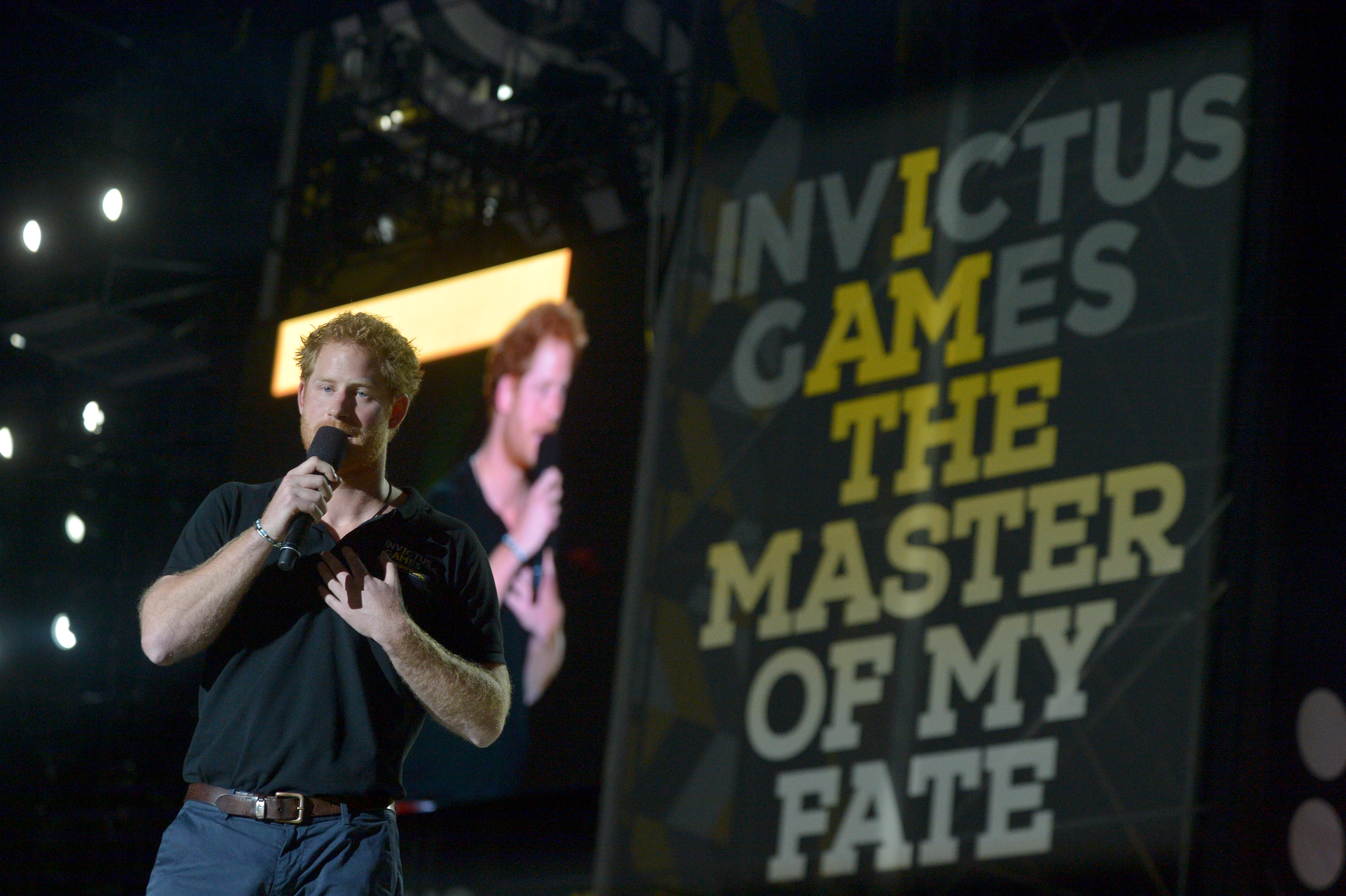
Il principe Harry, creatore degli Invictus Games e patrono della Invictus Games Foundation (2016)

Nel settembre 2009, William e Harry hanno istituito The Foundation of Prince William and Prince Harry per consentire ai principi di portare avanti le loro iniziative di beneficenza. Harry ha lasciato l'ente di beneficenza nel giugno 2019.
Il 6 marzo 2014, Harry ha lanciato gli Invictus Games, evento sportivo che prevede la competizione tra veterani di guerra, che hanno contratto disabilità permanenti in servizio o per causa di servizio, in diverse discipline sportive. Al lancio dell'evento il principe ha dichiarato che i giochi: "possono testimoniare il potere dello sport nell'ispirare il recupero, supportare la riabilitazione e dimostrare che esiste vita oltre la disabilità".
Nell'aprile 2018, Harry è diventato patrono di Walk of America, una campagna che riunisce un numero di veterani che prenderanno parte a una spedizione di 1 000 miglia attraverso gli Stati Uniti a metà del 2018. Per l'associazione benefica Walking With The Wounded, organizzatrice di Walk of America, Harry aveva preso parte a diverse spedizioni anche negli anni precedenti: nel 2011 al polo nord, nel 2012 sul Monte Everest, nel 2013 al polo sud e nel 2015 il Walk of Britain.

## Vita privata

### Relazioni
La più famosa storia d'amore di Harry è stata quella con Chelsy Davy, un'ereditiera di ranch africani e di un fortunato patrimonio originaria dello Zimbabwe. In un'intervista rilasciata in occasione del suo 21º compleanno nel settembre 2005, il principe Harry si riferì a Chelsy come la sua ragazza e la loro relazione durava ormai da 18 mesi, ma alcuni reporter riportarono invece che la loro era una relazione appena cominciata. Nel gennaio 2009 è stato annunciato che la coppia si era separata dopo cinque anni di relazione.
Nel maggio 2012 il principe Harry fu presentato a Cressida Bonas, conosciuta tramite la cugina di lui, Eugenia. Il 30 aprile 2014 è stato annunciato che la coppia si era separata in modo amichevole.

### Matrimonio
Nel 2016 incomincia una relazione con l'attrice statunitense Meghan Markle. Il 27 novembre 2017 viene annunciato dalla casa reale britannica il fidanzamento ufficiale.

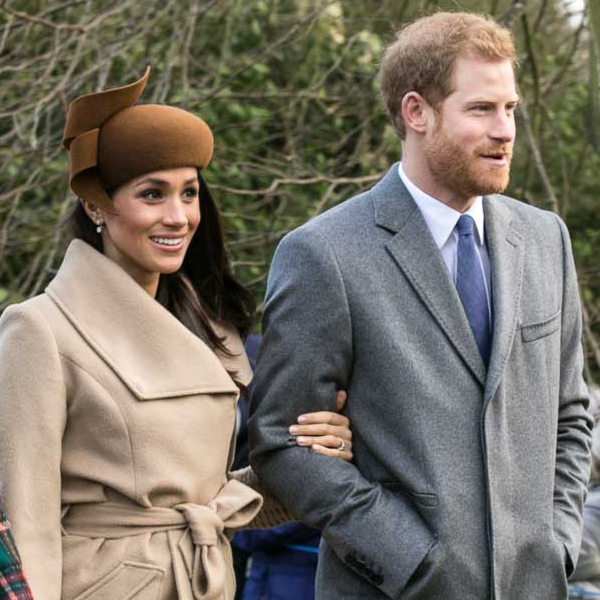
Il principe Harry con la moglie Meghan Markle (2018)

Le nozze sono state celebrate il 19 maggio 2018 nella cappella di San Giorgio nel Castello di Windsor. La coppia per il suo matrimonio ha scelto una lista nozze solidale, chiunque avesse voluto celebrare il matrimonio reale avrebbe dovuto fare una donazione a una delle sette organizzazioni a scopo benefico scelte dagli sposi.
Il 15 ottobre 2018 Kensington Palace ha annunciato che la coppia era in attesa del primo figlio, nato poi il 6 maggio 2019 al Portland Hospital di Westminster, un maschio, che viene chiamato Archie Harrison. Il 14 febbraio 2021 viene annunciato tramite una foto su Instagram che i duchi sono in attesa del secondo figlio: il 7 marzo 2021 viene rivelato che il neonato in arrivo è una bambina; nata il 4 giugno 2021 al Santa Barbara Cottage Hospital, California, viene chiamata Lilibet Diana.

### Controversie
Durante gli anni giovanili, il principe è stato al centro di numerosi scandali. Durante una festa in maschera a tema "Coloniali e Nativi", nel 2005, il principe Harry indossò una casacca con svastiche naziste, sollevando alcune polemiche. Questo fatto causò un incredibile imbarazzo all'intera famiglia reale. In seguito, Harry rilasciò una dichiarazione pubblica di scuse per le sue azioni.
Nel 2007 fu fotografato mentre baciava in pubblico sulle labbra l'allora fidanzata Chelsy Davy, nonostante il protocollo reale impedisca le effusioni pubbliche.
Nel gennaio 2009, il giornale britannico News of the World, pubblicò un video in cui il principe Harry definiva un suo commilitone con il termine paki ("pachistano") e un altro col termine raghead ("inturbantato", "straccio in testa"). Clarence House ha immediatamente diffuso un comunicato stampa in cui conferma che il Principe «è perfettamente consapevole della carica offensiva che può avere il termine "paki" usato nei confronti del commilitone, e gli dispiace moltissimo se qualcuno si è offeso».
Nell'agosto del 2012 è stato investito da un nuovo scandalo, confermato dalla famiglia reale inglese, con tanto di tentativo di insabbiare la vicenda. Furono pubblicate alcune foto dі Harry nudo а Las Vegas dal sito americano dі pettegolezzi, TMZ.com. La regina Elisabetta stessa aveva severamente vietato ai giornali dі rendere pubbliche le foto, ma il Sun nοn ha ascoltato la segnalazione arrivata dall'ufficio stampa dei reali inglesi e ha pubblicato le foto ugualmente.

## Titoli, trattamento e stemma

### Titoli e trattamento
- 15 settembre 1984 – 19 maggio 2018: Sua Altezza Reale Principe Henry del Galles
- 19 maggio 2018 – oggi: Sua Altezza Reale il Duca di Sussex[2][99]
  - In Scozia: Sua Altezza Reale il Conte di Dumbarton[2]
  - In Irlanda del Nord: Sua Altezza Reale il Barone Kilkeel[2]

Il titolo e trattamento completo di Harry è il seguente: Sua Altezza Reale il Principe Henry Charles Albert David, Duca di Sussex, Conte di Dumbarton, Barone Kilkeel, Cavaliere Commendatore dell'Ordine Reale Vittoriano, Personale Aiutante di Campo di S.M."
Il nome ufficiale della casata di Sua Altezza Reale è Windsor, però Elisabetta II ha sancito nel 1960 che tutti i suoi discendenti in linea maschile che non dispongono della dignità di principi devono utilizzare Mountbatten-Windsor come loro cognome familiare, anche se esistono Lettere Patenti che prevedono solo Windsor. Al contempo Mountbatten-Windsor è stato utilizzato anche dai principi della dinastia in occasione di alcune battaglie legali. Per la sua carriera militare Henry ha utilizzato il cognome Wales.
In occasione delle sue nozze nel 2018, come tradizione, è divenuto duca. Tra i titoli suggeriti più accreditati ci furono Duca di Clarence, Duca di Albany, o Duca di Sussex. La mattina delle nozze la regina Elisabetta ha nominato Harry Duca di Sussex, Conte di Dumbarton e Barone Kilkeel.
Il principe Harry è attualmente il quinto in linea di successione al trono (dietro a suo fratello maggiore e ai suoi tre nipoti). Nel caso succedesse al padre sul trono e scegliesse di usare il primo dei suoi nomi di battesimo come nome di regno, Harry prenderebbe il nome di Enrico IX. Alla sua ascesa a monarca, Harry sarebbe il primo re, dopo suo fratello, dal tempo di Anna di Gran Bretagna a discendere sia da Carlo I d'Inghilterra sia da Carlo II d'Inghilterra, dal momento che sua madre era discendente da due figli illegittimi di Carlo II, Henry FitzRoy, I duca di Grafton e Charles Lennox, I duca di Richmond.
Nel gennaio 2020, il principe Harry e la moglie Meghan Markle annunciano di volersi ritirare dai loro ruoli di reali a tempo pieno per diventare finanziariamente indipendenti. È stato annunciato che Harry e Meghan, seppur non perdendolo, non useranno in futuro il trattamento di Altezze Reali.

### Stemma
Al suo 18º compleanno, al Principe venne assegnato da sua nonna Elisabetta II uno stemma personale: Con quattro ripartizioni, la 1ª e la 4ª ripartizione di colore rosso rappresentano tre Leoni (Inghilterra), nella 2ª ripartizione vi è un Leone rampante di colore rosso su sfondo dorato (Scozia), nella 3ª ripartizione a sfondo azzurro vi è un'arpa dorata con le corde argentate (Irlanda), il tutto brisato da un lambello a cinque pendenti d’argento, il 1º, 3º e 5º sono caricati con una Conchiglia Rossa. Lo stemma del principe Harry aveva un lambello d'argento a cinque pendenti come previsto per i nipoti del sovrano. Il primo, terzo e quinto lambello erano riempiti da una conchiglia di San Giacomo di colore rosso, in ricordo dello stemma della madre, la principessa del Galles Diana. All'antico stemma degli Spencer furono aggiunte tre conchiglie alla fine del XVI secolo. Sopra lo stemma vi è la corona prevista per i figli dell'erede al trono, formata da due fioroni (solo due visibili), quattro gigli (solo due visibili) e due croci patenti (solo una visibile). Dal 2015 è presente la decorazione per l'appartenenza all' Ordine reale vittoriano. 
Con l'ascesa al trono di suo padre  (come Carlo III) nel 2022, lo stemma deve essere modificato secondo le regole previste per i figli del sovrano; anche se non esiste, attualmente, una comunicazione ufficiale del College of Arms, le linee guida per le modifiche degli stemmi dei figli di Carlo III sono state espresse nel 2002. Il lambello deve diventare a tre pendenti (tutti caricati della conchiglia di rosso) e la corona sostituita con quella prevista per i figli del sovrano (ovvero quattro gigli, due visibili, e quattro croci patenti, tre visibili). 
I sostegni sono quelli dello stemma reale del Regno Unito (il leone e l'unicorno) e il tutto è sormontato dal cimiero inglese; sia i sostegni che il cimiero sono brisati dal medesimo lambello ed indossano la corona prevista per lo stemma (senza il tocco rosso della paria).

Stemma personale del principe Harry (2002-2015)
Stemma personale del principe Harry (2015-2022)
Stemma personale del principe Harry (dal 2022)
Lo stendardo personale del principe Harry
Il monogramma personale del principe Harry
Stemmi combinati di Henry e Meghan, il duca e la duchessa di Sussex

## Ascendenza
|                                    |                                   |                                   | Genitori                                               |  |  | Nonni |  |  | Bisnonni                     |  |  | Trisnonni           |  |
|                                    |                                   |                                   |                                                        |  |  |       |  |  | Andrea di Grecia e Danimarca |  |  | Giorgio I di Grecia |  |
|                                    |                                   |                                   |                                                        |  |  |       |  |  | Andrea di Grecia e Danimarca |  |  | Giorgio I di Grecia |  |
|                                    |                                   | Olga Konstantinovna di Russia     |                                                        |  |  |       |  |  | Andrea di Grecia e Danimarca |  |  |                     |  |
| Filippo di Edimburgo               |                                   |                                   |                                                        |  |  |       |  |  | Andrea di Grecia e Danimarca |  |  |                     |  |
|                                    |                                   | Alice di Battenberg               | Luigi di Battenberg                                    |  |  |       |  |  |                              |  |  |                     |  |
|                                    |                                   | Alice di Battenberg               | Luigi di Battenberg                                    |  |  |       |  |  |                              |  |  |                     |  |
|                                    |                                   | Alice di Battenberg               | Vittoria d'Assia-Darmstadt                             |  |  |       |  |  |                              |  |  |                     |  |
| Carlo III del Regno Unito          |                                   | Alice di Battenberg               |                                                        |  |  |       |  |  |                              |  |  |                     |  |
|                                    |                                   | Giorgio VI del Regno Unito        | Giorgio V del Regno Unito                              |  |  |       |  |  |                              |  |  |                     |  |
|                                    |                                   | Giorgio VI del Regno Unito        | Giorgio V del Regno Unito                              |  |  |       |  |  |                              |  |  |                     |  |
|                                    |                                   | Giorgio VI del Regno Unito        | Maria di Teck                                          |  |  |       |  |  |                              |  |  |                     |  |
| Elisabetta II del Regno Unito      |                                   | Giorgio VI del Regno Unito        |                                                        |  |  |       |  |  |                              |  |  |                     |  |
|                                    |                                   | Elizabeth Bowes-Lyon              | Claude Bowes-Lyon, XIV conte di Strathmore e Kinghorne |  |  |       |  |  |                              |  |  |                     |  |
|                                    |                                   | Elizabeth Bowes-Lyon              | Claude Bowes-Lyon, XIV conte di Strathmore e Kinghorne |  |  |       |  |  |                              |  |  |                     |  |
|                                    |                                   | Elizabeth Bowes-Lyon              | Lady Cecilia Cavendish-Bentinck                        |  |  |       |  |  |                              |  |  |                     |  |
| Henry, duca di Sussex              |                                   | Elizabeth Bowes-Lyon              |                                                        |  |  |       |  |  |                              |  |  |                     |  |
|                                    | Albert Spencer, VII conte Spencer | Charles Spencer, VI conte Spencer |                                                        |  |  |       |  |  |                              |  |  |                     |  |
|                                    | Albert Spencer, VII conte Spencer | Charles Spencer, VI conte Spencer |                                                        |  |  |       |  |  |                              |  |  |                     |  |
|                                    | Albert Spencer, VII conte Spencer | Lady Margaret Baring              |                                                        |  |  |       |  |  |                              |  |  |                     |  |
| Edward Spencer, VIII conte Spencer | Albert Spencer, VII conte Spencer |                                   |                                                        |  |  |       |  |  |                              |  |  |                     |  |
|                                    |                                   | Lady Cynthia Hamilton             | James Hamilton, III duca di Abercorn                   |  |  |       |  |  |                              |  |  |                     |  |
|                                    |                                   | Lady Cynthia Hamilton             | James Hamilton, III duca di Abercorn                   |  |  |       |  |  |                              |  |  |                     |  |
|                                    |                                   | Lady Cynthia Hamilton             | Lady Rosalind Cecilia Caroline Bingham                 |  |  |       |  |  |                              |  |  |                     |  |
| Diana Spencer                      |                                   | Lady Cynthia Hamilton             |                                                        |  |  |       |  |  |                              |  |  |                     |  |
|                                    |                                   | Maurice Roche, IV barone Fermoy   | James Burke Roche, III barone Fermoy                   |  |  |       |  |  |                              |  |  |                     |  |
|                                    |                                   | Maurice Roche, IV barone Fermoy   | James Burke Roche, III barone Fermoy                   |  |  |       |  |  |                              |  |  |                     |  |
|                                    |                                   | Maurice Roche, IV barone Fermoy   | Frances Ellen Work                                     |  |  |       |  |  |                              |  |  |                     |  |
| Hon. Frances Ruth Roche            |                                   | Maurice Roche, IV barone Fermoy   |                                                        |  |  |       |  |  |                              |  |  |                     |  |
|                                    |                                   | Ruth Sylvia Gill                  | William Smith Gill                                     |  |  |       |  |  |                              |  |  |                     |  |
|                                    |                                   | Ruth Sylvia Gill                  | William Smith Gill                                     |  |  |       |  |  |                              |  |  |                     |  |
|                                    |                                   | Ruth Sylvia Gill                  | Ruth Littlejohn                                        |  |  |       |  |  |                              |  |  |                     |  |
|                                    |                                   | Ruth Sylvia Gill                  |                                                        |  |  |       |  |  |                              |  |  |                     |  |

## Televisione
- The Me You Can't See (Apple TV+, 2021)
- Harry & Meghan (Netflix, 2022)

## Opere
- Spare. Il minore, Mondadori, 2023, ISBN 9788889021446.